# Филипп Гольштейн-Готторпский
Филипп Гольштейн-Готторпский (нем. Philipp von Schleswig-Holstein-Gottorf; 10 августа 1570 — 18 октября 1590) — третий герцог Гольштейн-Готторпский.
Филипп был вторым сыном герцога Адольфа Гольштейн-Готторпского и Кристины Гессен-Кассельской. После смерти отца в 1586 году титул перешёл к старшему сыну Фридриху II, однако тот сам скончался в следующем году, не имея наследника, и потому в 1587 году герцогом стал Филипп. Три года спустя умер и Филипп, также не имея наследника, и новым герцогом Гольштейн-Готторпским стал третий сын Адольфа — Иоганн Адольф.